# France De Mot
France De Mot (30 januari 2002) is een Belgisch hockeyster.

## Levensloop
Ze was aanvankelijk actief bij RRC Bruxelles. In 2017 maakte De Mot de overstap naar Waterloo Ducks. Met die club haalde ze in 2018 zowel in zaal als op het veld een eerste landstitel. In 2019 en 2020 kon ze met deze club de landstitel verlengen.
Sinds 2020-'21 komt ze opnieuw uit voor haar jeugdclub.
Daarnaast maakte ze deel uit van het Belgisch hockeyteam, waarbij ze debuteerde tijdens seizoen 2020-'21 van de Hockey Pro League. Met de Red Panthers nam ze voorts onder meer deel aan het Europees kampioenschap van 2021 en het wereldkampioenschap van 2022. Op het EK van 2021 behaalde ze met de nationale equipe brons.

## Palmares
- 2018: Landskampioen (zaal) (met Waterloo Ducks)
- 2018: Landskampioen (veld) (met Waterloo Ducks)
- 2019: Landskampioen (zaal) (met Waterloo Ducks)
- 2020: Landskampioen (zaal) (met Waterloo Ducks)